# Exzellenz in der Lehre
Der Preis Exzellenz in der Lehre war einer der höchstdotierten Wissenschaftspreise in Deutschland.
Ziel des Preises war die Anerkennung, Entwicklung und die Umsetzung von zukunftsweisenden Lehrkonzepten und innovativen Prüfungsmethoden. Kriterien für eine Exzellenz in der Lehre waren neben Engagement auch die Forschungsbezogenheit, hochschuldidaktisches Know-how oder die Fähigkeit zur Teamarbeit. Prämiert wurden die Entwicklung und Einführung neuer Curricula und der erfolgreiche Einsatz von Lehr- und Lernmaterialien aber auch neuartige Beratungs- und Betreuungskonzepte.
Verliehen wurde der Preis in einem jährlichen Turnus vom Land Hessen, vertreten durch das Hessische Ministerium für Wissenschaft und Kunst, und der gemeinnützigen Hertie-Stiftung. Erstmals wurde der Preis 2007 verliehen. Die Gesamt-Fördersumme von 375.000 Euro teilte sich auf in Preisgelder des Hessischen Ministeriums für Wissenschaft und Kunst in Höhe von 250.000 Euro und 125.000 Euro von der Hertie-Stiftung.
2014 zog sich die Hertie-Stiftung aus der Finanzierung zurück. Der Preis wird nicht mehr vergeben.

## Preisträger

### 2007
- Hauptpreis (80.000 Euro)
  - Stephan Imhof, Ilona Leyer und Anja Wasilewski für die Entwicklung eines komplementären Lehrangebots in den Fachgebieten Spezielle Botanik, Spezielle Zoologie und Naturschutzbiologie an der Philipps-Universität Marburg
- Zweiter Preis (60.000 Euro)
  - Friederike Heinzel und Susanne Pietsch für „Projekt K – Kinder begleiten und verstehen lernen“ am Fachbereich Erziehungswissenschaft, Humanwissenschaften der Universität Kassel
- Dritter Preis (40.000 Euro)
  - Peter Fröhlich, Bernd Steffens und Karl Heinrich Hofmann für „Planspiele als Studieneinstiegsszenarien“ an der Fachhochschule Wiesbaden
- Anerkennungspreise (je 20.000 Euro)
  - Wolfgang Rang für das Projekt „Lichtkokon“ an der Fachhochschule Frankfurt am Main
  - Thorsten Bonacker für die Entwicklung des Masterstudiengangs Friedens- und Konfliktforschung an der Philipps-Universität Marburg
  - Petra Gromann, Monika Alisch, Michael May und Reinhard Peukert für ihr didaktisches Konzept von berufsbegleitendem Lernen an den Fachhochschulen Wiesbaden und Fulda
- Einzelpreise (je 30.000 Euro)
  - Ansgar Nünning für sein strukturiertes Angebot für die literatur- und kulturwissenschaftliche Doktorandenausbildung an der Justus-Liebig-Universität Gießen
  - Uwe Lange für die Entwicklung, Implementierung und Durchführung des neuen Querschnittsfaches „Rehabilitation, Physikalische Medizin, Naturheilverfahren“ am Fachbereich Medizin der Justus-Liebig-Universität Gießen
  - Volker Wiskamp für Bildungspartnerschaften der Hochschule Darmstadt mit Schulen aus der Region

### 2008
- 1. Projektpreis – 150.000 Euro
  - Heinrich Dauber, Elke Döring-Seipel, Dorit Bosse (Universität Kassel) – „Psychosoziale Basiskompetenzen im Lehrerberuf – ein Seminarmodell für Lehramtsstudierende im ersten Studienjahr“
- 2. Projektpreis – 100.000 Euro
  - Siegfried Schindler, Richard Göttlich (Justus-Liebig-Universität Gießen) – „Neugestaltung der Lehrveranstaltungen für Lehramts- und Nebenfachstudierende der Chemie“
- 3. Projektpreis – 50.000 Euro
  - Gabriele Jaques, Andreas Neubauer (Philipps-Universität Marburg) – „Schwerpunktcurriculum Onkologie“
- Preis für eine Einzelperson – 60.000 Euro
  - Michael Legutke (Justus-Liebig-Universität Gießen)
- Preis für Tutor – 15.000 Euro
  - Yasmin Bushra, Anika Schlaud (Fachhochschule Frankfurt am Main) – „Workshop für Schülerinnen: Was machen Ingenieurinnen?“

### 2009
- 1. Projektpreis – 150.000 Euro 
  - Tanja Brühl, Klaus Roscher, Matthias Hofferberth, Elvira Rosert, Andrea Stork (Johann-Wolfgang-Goethe-Universität Frankfurt am Main) – „Uni goes UNO“, Simulation von diplomatischen Verhandlungen in verschiedenen Organen der Vereinten Nationen
- 2. Projektpreis – 100.000 Euro
  - Jakob Gebert, Carmen Luippold, Liane Sorg, Miriam Aust (Universität Kassel) – „KASBAH“, Planung temporärer Unterkünfte für die documenta XII
- 3. Projektpreis – 50.000 Euro
  - Jan Marco Leimeister, Reinhard Gerhold, Marco Hartmann, Philipp Menschner, Andreas Prinz, René Wegener (Universität Kassel) – BISEBS: Business Informatics for Economics and Business Students
- Preis für eine Einzelperson – 60.000 Euro
  - Reinhard Nolle (Universität Kassel) – Mediendidaktik und -methodik
- Preis für Tutor – 15.000 Euro
  - Barbara Fuchs (Universität Kassel)

### 2010
- 1. Projektpreis – 150.000 Euro
  - Frank Koch, Pankaj Singh (Goethe-Universität Frankfurt am Main) – Diagnostik am Augenhintergrund und Mikrochirurgie im Auge (DAMA): Integration simulatorgestützter Ausbildung in den Studiengang Humanmedizin
- 2. Projektpreis – 100.000 Euro
  - Thilo Marauhn, Thomas Groß, Paul Tiedemann, Janina Gieseking, Alexandra Bianca Tryjanowski (Justus-Liebig-Universität Gießen) – Refugee Law Clinic (RLC)
- 3. Projektpreis – 50.000 Euro
  - Johan Bettum (Staatliche Hochschule für Bildende Künste – Städelschule – Frankfurt am Main) – The Synthesis of Nature and Architecture (SYNAAR)
- Preis für eine Einzelperson – 60.000 Euro
  - Volker Wissemann (Justus-Liebig-Universität Gießen)
- Preis für einen Tutor – 15.000 Euro
  - Jan Uphoff, Marius Schmidt, Sarah Ottersbach, Harald Meixner (Goethe-Universität Frankfurt am Main) – Podcast-Wiki-Physik

### 2011
- 1. Projektpreis – 150.000 Euro
  - Hedwig Fassbender (Gesangsabteilung der Hochschule für Musik und Darstellende Kunst in Frankfurt am Main): Orpheus auf neuen Wegen – Gesangsausbildung im Team
- 2. Projektpreis – 100.000 Euro
  - Eberhard Abele, Felix Brungs (Fachbereich Maschinenbau der Technischen Universität Darmstadt): Prozesslernfabrik CiP
- 3. Projektpreis – 50.000 Euro
  - Christian Würtele (Fachbereich Biologie und Chemie der Justus-Liebig-Universität Gießen): Modul Bioanorganik
- Preis für eine Einzelperson – 60.000 Euro
  - Heiner Goebbels, Universität Gießen
- Preis für einen Tutor – 15.000 Euro 
  - Robert Nicolai Karpi von der Hochschule RheinMain

### 2012
- 1. Projektpreis – 125.000 Euro
  - „Bau Kunst Erfinden“: Heike Klussmann, Florian Gwinner, Thorsten Klooster, Roman Polster, Karen Winzer (Universität Kassel, Fachbereich Architektur, Stadt- und Landschaftsplanung)
- 2. Projektpreis – 80.000 Euro
  - Seminar: Differentialdiagnose in der Primärversorgung: Stefan Bösner, Salome Celemin-Heinrich, Erika Baum, Eva Christina Stibane, Andrea Schönbauer, Stephanie Mühlbauer (Philipps-Universität Marburg, Fachbereich Medizin)
- 3. Projektpreis – 40.000 Euro
  - Studiengruppe „Erinnerungskultur, Gedächtnispolitik, Bildgebrauch“ mit Studiengalerie 1.357: Bernhard Jussen, Henning Engelke, Martin Engler (Goethe-Universität Frankfurt am Main, Fachbereich Philosophie und Geschichtswissenschaften)
- Einzelpreis – 50.000 Euro
  - Anton Hollich (Hochschule für Musik und Darstellende Kunst Frankfurt am Main, Ausbildungsbereich Instrumentalausbildung)
- Preis für eine studentische Initiative – 15.000 Euro
  - Ausstellung „Hoch hinaus – FH-AbsolventInnen erklimmen die Karriereleiter“ Rebekka Schmager (Fachhochschule Frankfurt am Main, Fachbereich Informatik und Ingenieurwissenschaften)
- Sonderpreis – 15.000 Euro
  - Studentisches Organisationskomitee der Night of Science – Wissenschaft ganz anders unter Leitung von Juliette Halli und Thomas Halbritter (Goethe-Universität Frankfurt am Main, Fachschaften der Fachbereiche Geowissenschaften/Geographie; Informatik und Mathematik; Physik; Biochemie, Chemie und Pharmazie; Biowissenschaften; Psychologie und Sportwissenschaften)

### 2013
- 1. Projektpreis
  - Roland Werthschützky, Helmut Schlaak, Heinz Weißmantel, Heinrich Buschmann, Matthias Staab, Carsten Neupert vom Fachbereich Elektro- und Informationstechnik der Technischen Universität Darmstadt für Projektseminar „Praktische Entwicklungsmethodik“ (PEM)
- 2. Projektpreis
  - Jürgen Handke, Peter Franke, Anne Günther, Anna-Maria Schäfer und Natalie Kiesler vom Fachbereich Fremdsprachliche Philologien der Philipps-Universität Marburg für das Projekt „Inverted Classroom Mastery Model (ICMM) / Virtual Linguistics Campus (VLC)“.
- 3. Projektpreis
  - Hinnerk Wulf, Birgit Plöger, Sven Bepler, Michael Schmitt und Andreas Gockel vom Fachbereich Medizin der Philipps-Universität Marburg für das „Praktikum Anästhesie“
- Einzelpreis
  - Maud Zitelmann vom Fachbereich Soziale Arbeit und Gesundheit der Fachhochschule Frankfurt am Main für die interdisziplinär fundierte Lehre zum Thema Kinderschutz
- Studentische Initiative
  - Sebastian Dürer, Tilman Hatje, Nils Knoblich, René Rogge, Batja Schubert, Lukas Thiele, Johannes Trautmann, Fritz Laszlo Weber, Rosa Violetta Grötsch, Tetyana Zolotopupova, Aiko Okamoto von der Kunsthochschule Kassel für „TOKONOMA – Plattform für junge Kunst und Clubkultur“